# Psittacara leucophthalmus
Il parrocchetto occhibianchi (Psittacara leucophthalmus (Müller, 1776)) è un uccello della famiglia degli Psittacidi.

## Descrizione
Affine al parrocchetto frontecremisi (Psittacara finschi), sarebbe anche del tutto identico se non fosse per la colorazione rossa facciale che invece di essere ben localizzata su fronte e corona come nella P. finschi è costituita da una serie di macchie più o meno diffuse. Ha taglia attorno ai 32 cm.

## Distribuzione e habitat
Vive in Ecuador, Colombia, Guyana francese, Guyana, Suriname, Venezuela, Bolivia, Perù, Argentina settentrionale, Brasile, Paraguay e Uruguay.

## Tassonomia
Psittacara leucophthalmus era in precedenza inquadrata nel genere Aratinga come A. leucophthalma.
Sono note 3 sottospecie:
- P. l. leucophthalmus, sottospecie nominale, con molte piccole scaglie rosse su faccia e collo;
- P. l. callogenys (Salvadori, 1891), simile alla sottospecie nominale ma con piumaggio generale più scuro;
- P. l. nicefori (Meyer de Schauensee, 1946), con piumaggio più pallido e rosso anche sulla fronte.